# Coccomyza leefmansi
Coccomyza leefmansi är en tvåvingeart som beskrevs av Nijveldt 1954. Coccomyza leefmansi ingår i släktet Coccomyza och familjen gallmyggor. Inga underarter finns listade i Catalogue of Life.